# Andrzej Siemianowski
Andrzej Siemianowski herbu Grzymała – skarbnik wieluński w latach 1671–1683.
W 1674 roku był elektorem Jana III Sobieskiego z ziemi wieluńskiej. 